# Stone Town

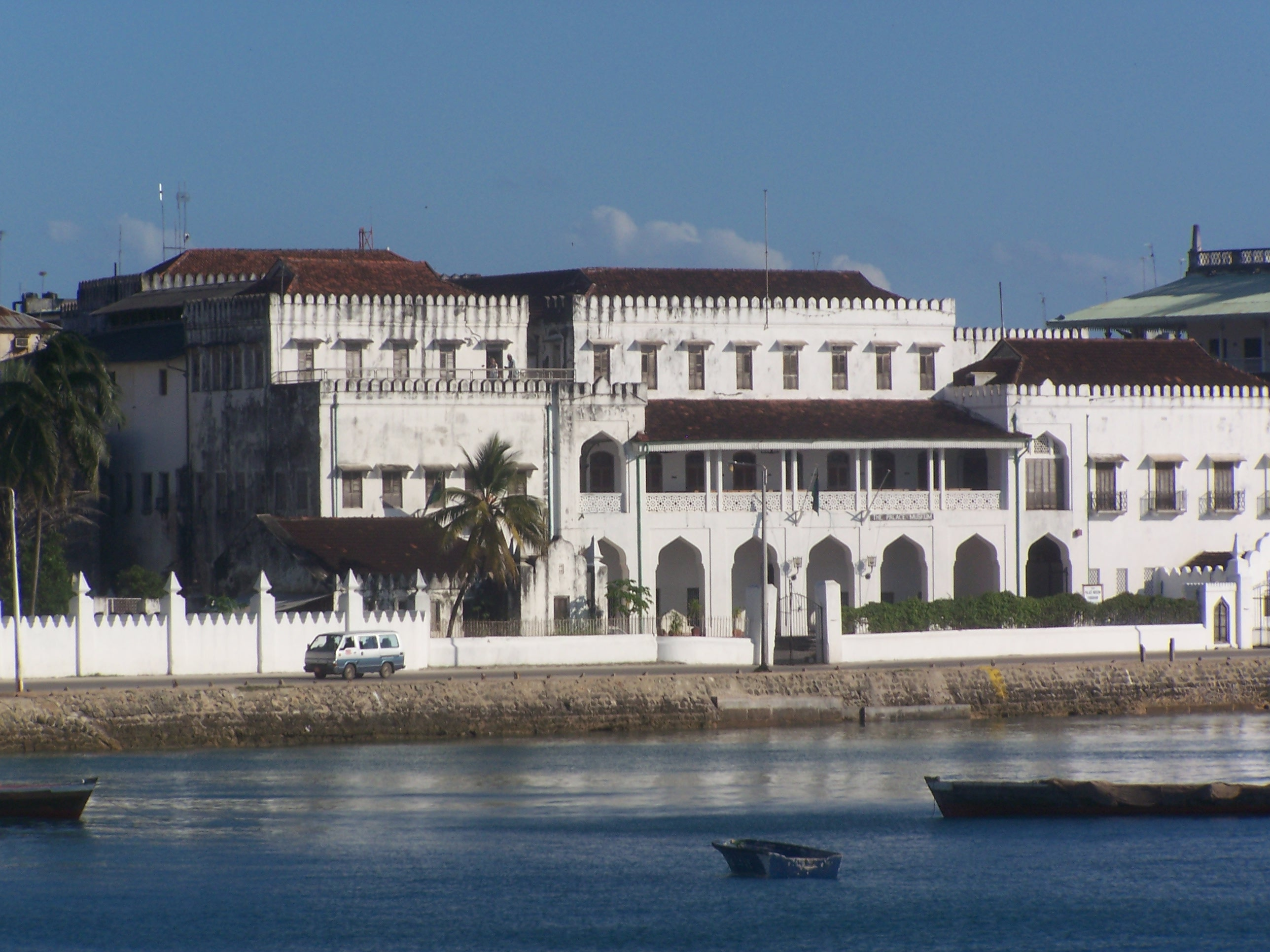
Stone Town (Mji Mkongwe).

Stone Town sau Mji Mkongwe, în limba swahili, însemnând "Orașul vechi", reprezintă partea antică a orașului Zanzibar (sau Unguja Mjini) - capitala insulei Unguja, informal cunoscut sub numele de Zanzibar, o parte din Tanzania.
The Old Town este construit pe o peninsulă triunghiulară de teren de pe coasta de vest a insulei. Cea mai veche parte a orașului este constituită dintr-un "labirint" de alei înguste care duc spre case, magazine, bazare și moschei. Autoturismele sunt adesea prea largi pentru a conduce pe aceste alei .
Arhitectura sa Swahili încorporează elemente din stilurile Arabe, Persiene, Indiene, Europene și Africane. Casele Arabe sunt notabile în special cele cu uși mari din lemn, ornamentate și sculptate și alte caracteristici cum ar fi neobișnuitele verande închise din lemn.
Ținutul a fost probabil ocupat de aproximativ trei secole cu clădiri construite doar cu piatră din 1830.
Două mari clădiri principala față a orașului Stone Town. Una este Beit-El-Ajaib sau "Casa Minunilor", care a fost construită de Sultan Seyyid Barghash ca un palat pentru scopuri de ceremonii. Cealaltă este Arab Fort care este plasată pe locul unei foste colonii Portugheze și a fost convertită într-un fort în secolul 18.
Orașul era centru comercial aflat pe coasta Est Africana între Asia și Africa înainte de colonizarea continentului în 1800, dupa care a fost mutat la Mombasa și Dar es Salaam. Între 1840 - 1856, Said bin Sultan a avut capitala imperiului Omani în Stone Town. Principalele produse pe care le exportau erau condimente și cuișoare. Timp de mai mulți ani Stone Town a fost un important centru de comerț cu sclavi; Sclavii erau aduși din Africa și erau comercializații în Orientul Mijlociu. Catedrala Anglicană este construită pe locul unei vechi piețe de sclavi.
Orașul a fost totodată o bază pentru mulți exploratori europeni, in special portughezi și coloniți din anii 1800. David Livingstone a folosit Stone Town drept bază de pregătire pentru expediția sa finală în 1866. O casă care acum îi poartă numele a fost împrumutată de Sultan Seyyid Said. Comunitățile de imigranți din Oman, Persia și India, au locuit aici.
Stone Town a fost desemnat de UNESCO ca un loc al Patrimoniului Mondial.
De asemenea, este renumit ca locul de naștere al Freddie Mercury, vocalistul și liderul formației rock Queen.
În conformitate cu Recensământul din Tanzania în 2002, populația în zona urbană căreia Stone Town îi aparține, era de 206,292.

## Secții

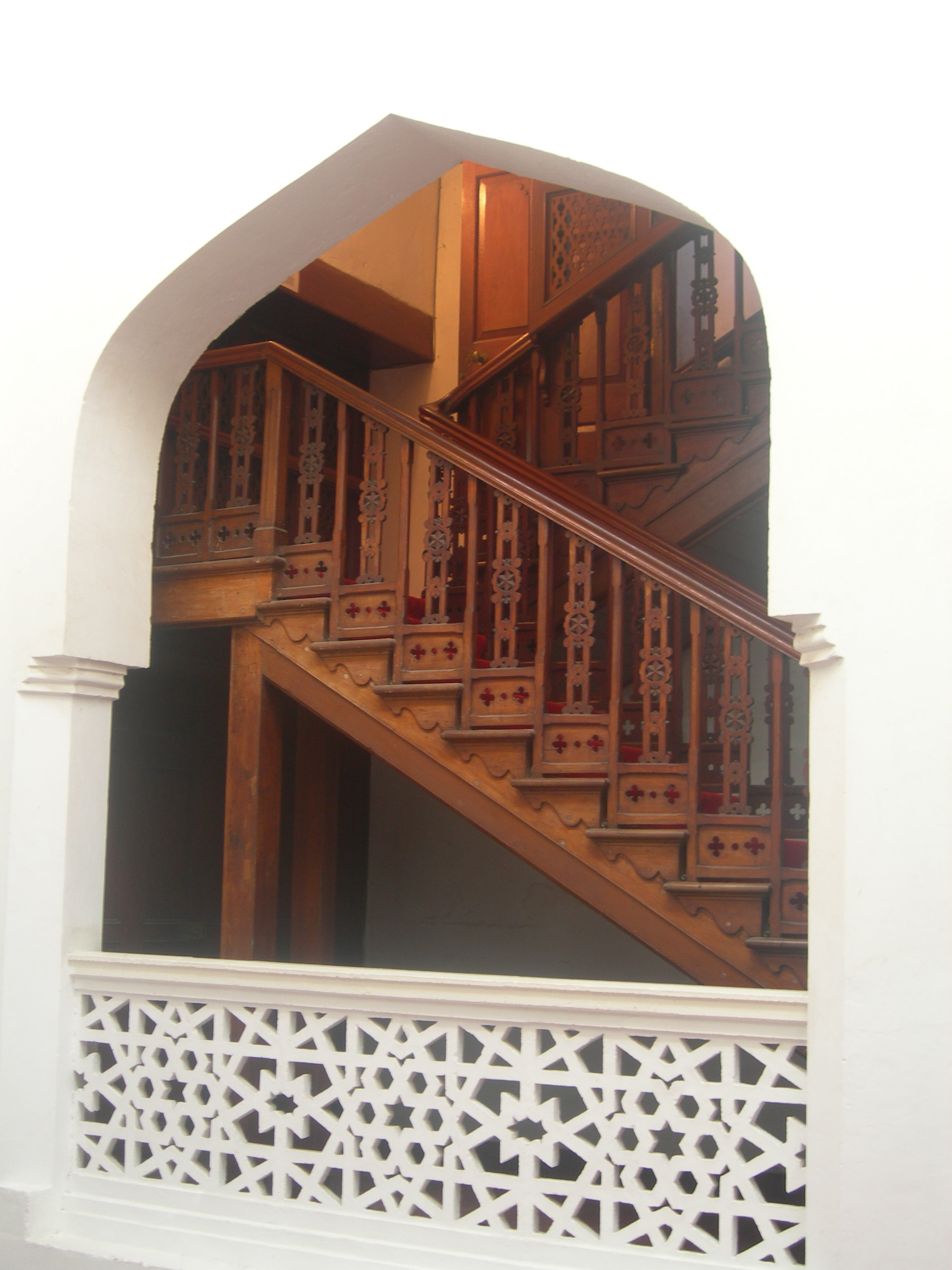
Casa Minunilor (Nyuma ya ajabu sau Beit-el-Ajaib) este localizată în Stone Town.

Zona urbană din Stone Town este impartiță administrativ în 40 de secții:
- Amaani
- Chumbuni
- Gulioni
- Jang'ombe
- Karakana (Traducerea în engleză: "workshop" "garage")
- Kidongo Chekundu
- Kikwajuni Bondeni (Traducerea în engleză: "Valley of the small tamarind")
- Kikwajuni Juu (Traducerea în engleză: "upper small tamarind")
- Kilimahewa (Traducerea în engleză: "airy hill")
- Kilimani (Traducerea în engleză: on the hill)
- Kiponda
- Kisima Majongoo (Traducerea în engleză: "well of the millipedes")
- Kwaalamsha
- Kwaalinato
- Kwahani
- Kwamtipura
- Magomeni
- Makadara
- Malindi
- Matarumbeta (Traducerea în engleză: "the trumpets")
- Mchangani (Traducerea în engleză: "the sands")
- Miembeni (Traducerea în engleză: mango trees)
- Mikunguni
- Mkele
- Mkunazini
- Mlandege
- Mpendae (Traducerea în engleză: "love one another")
- Muembe Ladu
- Muembe Makumi
- Muungano (Traducerea în engleză: United)
- Mwembeshauri (Traducerea în engleză: "mango tree of the shauri variety")
- Mwembetanga (Traducerea in engleza: "mango tree of the tanga variety")
- Nyerere (Numele mic al primului președinte al Tanzaniei - Julius Kambarage Nyerere)
- Rahaleo (Traducerea în engleză: "happiness today")
- Sebleni (Traducerea în engleză: "in the sitting room")
- Shangani
- Shaurimoyo
- Sogea (Traducerea în engleză: move over)
- Urusi (Traducerea în engleză: "Russia")
- Vikokotoni (Traducerea în engleză: "gravel pit")

## Rezidente Faimoase
- Freddie Mercury (Farrokh Bulsara) a fost născut în Stone Town.
- Ali Muhsin al-Barwani, primul ministru de externe al Zanzibarului
- David Livingstone, Explorator, Misionar și colonist.